# Трусов Юрій Сергійович
Юрій Сергійович Трусов (3 квітня 1914 — 7 березня 1991) — український прозаїк та поет, автор історичних романів. Найвідомішим твором є роман-трилогія «Хаджибей», який відтворює події, що відбувалися на півдні України наприкінці XVIII та першій чверті XIX сторіччя.

## Походження
Юрій Сергійович Трусов народився 3 квітня 1914 року в м. Одесі в дворянській сім'ї. У роду Трусових майже всі чоловіки робили військову кар'єру, багато з низ дослужилися до генеральських еполет.
Прадід— Олександр Іванович Трусов (1814—1898), генерал-майор, командир Одеської та С.Петербургської бригади прикордонної стражи.
Двоюрідний дід — Євгеній Олександрович Трусов (1850—1904) — герой російсько-японської війни, капітан першого рангу, командир крейсера «Рюрік», що повторив подвиг «Варяга». Крейсер «Рюрік» 14 серпня 1904 року спробував прорватися до Владивостока з Порт-Артура. Вступив в нерівний бій з японцями. Коли всі артилерійські установи на кораблі були знищені, екіпаж корабля, не бажаючи здаватися у полон, затопив крейсер. Є. А. Трусов помер від ран на борту корабля.
Дід — Борис Олександрович Трусов — єдиний із сім'ї не пішов по військовим шляхом. Його мати благала батька дозволити йому стати на цивільну службу. Борис Олександрович працював в митниці у Ризі та Астрахані, мав чин колезького радника. Дуже любив мистецтво, сам займався живописом. Він був дальтоніком і картини писав лише чорно-білими фарбами. Помер в 1913 р. від рака губи, оскільки, не бачивши кольору, фарби розрізняв на смак. Був дуже доброю людиною. Солдати митниці попросили навіть затримати похорон до їх звільнення, щоб вони могли проститися. Їх прохання було задоволене.
Батько — Трусов Сергій Борисович (1893—1938) — народився в м. Ризі. В 1911 році закінчив Астраханське реальне училище і до першої світової війни працював в Астраханській митниці. У 1916 році закінчив Юнкерське училище в Казані і був відправлений на фронт. Як офіцер царської армії, командував ротою. Був нагороджений Орденами Святої Ганни третього і четвертого ступенів і Святого Станіслава третього ступеня.
Мати — Сицинська Олександра Максимівна (1890—1970) була із старовинного польського шляхетського роду, що мав не менш вражаючу історію. Один з її давніх предків, Владислав Сицинський, був сумнозвісний тим, що в 1652 році, не погодившись з пропозицією продовжити засідання польського сейму, вперше використовував право «вето» і демонстративно покинув зал. Цей випадок мав вельми серйозні наслідки, він створив прецедент, після якого жоден закон не ухвалювався, оскільки було досить одного голосу, щоб його не затвердити. У Адама Міцкевича є поема «Привал в Упіті», що розповідає про легенди, пов'язані з цією людиною. Олександра Максимівна закінчила у Варшаві гімназію, вільно володіла трьома іноземними мовами, була дуже красива. Вони з Сергієм Борисовичем познайомилися в Москві, одружилися, і 3 квітня 1914 року у них народився син Юрій.

## Біографія
Після революції сім'я жила в Астрахані, де в 1929 році, Юрій Трусов закінчив семирічку. Протягом 1930—1934 рр. вчився на механічному відділенні Астраханського водного технікуму.
У 1934 році сім'я повертається до Одеси, де його батькові запропонували працювати інспектором митниці. Юрій Сергійович вчився в інституті водного транспорту і працював техніком — майстром на заводі «Більшовик».
13 квітня 1936 року Юрій Трусов одружився з Агнесою Павлівною Лозинською (1913—1995). Осенью того ж року був покликаний на службу в Червону Армію.
7 лютого 1937 року народилася дочка — Ірина Трусова, а в грудні 1937 року заарештували його батька, Сергія Борисовича. Його оголосили «ворогом народу» і засудили по статті 58 Кримінального кодексу за участь в контрреволюційній військово- офіцерській організації з метою усунення Радянської влади. 26 квітня 1938 року його розстріляли. І лише після смерті Юрія Трусова в 1991 році Сергій Борисович був посмертно реабілітований.
У 1939 році Юрій Трусов демобілізувався з армії і влаштувався майстром на завод «Червоний Жовтень». У 1940 році поступив в Одеський педагогічний інститут.
Під час війни з фашизмом знаходився на Південно-західному і Сталінградському фронтах, був двічі поранений під Курськом і Сталінградом. Тоді ж вперше були опубліковані його перші вірші про війну.
|  | Окопы рыли зло и торопливо, Лопаты влажный прорезали слой. И глина вспыхивала яркой гривой От каждого броска, от влаги дождевой... |

Повернувшись з фронту, працював журналістом у ряді Одеських газет, випустив 3 збірки віршів — «Ранок на березі» (1945 р.), «На вахті» (1948 р.), «Рідний берег»(1954 р.)
|  | Нам не забыть тебя, последняя, без сна, в ракетных всплесках полночь фронтовая, когда вдруг грянула салютами весна, и мы вдохнули мирный воздух мая... |

З 1948 року Ю. С. Трусов — член Спілки письменників СРСР. У 1951—1954 рр. — літературний співпрацівник газети «Моряк».
У 1954 року брак з А. П. Лозінською розпався і Юрій Трусов знайомиться з Лідією Яківною Селютіною, майбутньою письменницею і драматургом, яка згодом стане його другою дружиною.
Поступово Юрій Трусов став переходити на прозу. І в 1958 році київське видавництво «Радянський письменник» випустило роман рос. «Падение Хаджибея», його перший прозаїчний твір, що започаткував історичну трилогію Хаджибей". «Хаджибей» користувався великою популярністю, і тільки за життя автора перевидавався 8 разів.
У 1984 році був нагороджений грамотою Президії Верховної Ради Української РСР за заслуги в розвитку радянської літератури.
Юрій Сергійович Трусов помер 7 березня 1991 року від гострої серцевої недостатності на 76 році життя.
В одному зі своїх останніх віршів, поет писав:
|  | Когда умру, страдая и любя, Как все поэты и как все повесы, То вновь воскресну в звонкой бронзе я На самой скромной улице Одессы. |

І дійсно, на будинку, де жив Юрій Трусов, висить меморіальна дошка з його бронзовим профілем.

## Творчість
- 1945 р.  року виходить книга солдатських віршів «Утро на берегу» («Ранок на березі»),
- 1948 р.  — поетична збірка «На вахте» («На вахті»),
- 1954 р.  — збірка віршів «Родной берег» («Рідний берег»).
- 1958 р.  року виходить його перший прозаїчний твір, що поклав початок трилогії «Хаджибей» — повість «Падіння Хаджибею». 1966 року вийшла друга книга трилогії — «Ранок Одеси». Заключна книга трилогії «Кам'яне море» (1968).
- 1963 р. — роман «Когда рядом друг» («Коли поряд друг»)
- 1974 р. — повість «Даль» («Далина»)
- 1976 р. — поетична збірка «Морская былина»(«Морська билина»)
- 1980 р. — роман «Проникновение в тайну» («Проникнення у таємницю»)
- 1984 р. — четверта книга епопеї «Хаджибей» «Зелёная ветвь»(«Зелена гілка»)
- 1989 р. — «Избранное» («Обране»)Юрія Трусова.
- 1991 р. — збірка повістей та розповідей «Рубец на сердце»(«Рубець на серці»)
- Загальний тираж книг за життя письменника (не враховуючи журнали)) перевищує 700 000 екземплярів.
- У 2004 році виходить п'ята, завершальна частина «Хаджибею» — роман «Золотые эполеты»(«Золоті еполети»)
- У 2014 році до 100-річчя автора перевидання трилогіяї «Хаджибей», видавництво «СМІЛ».
- У 2015 році за історико-літературну трилогію «Хаджибей» Юрій Трусов посмертно став лауреатом XVI Загальнонаціонального конкурсу «Українська мова — мова єднання» в номінації «Нема безіменних героїв».
- У 2015 році видавництво «Центрполіграф» видало двотомник:
- 1й том — «Падение Хаджибея», «Утро Одессы», 2й том — «Каменное море»
- У 2020 році вийшло спільне видання поеми Ігоря Потоцького «Фантазии о Юрии Трусове» («Фантазії про Юрія Трусова» та повісті «Падение Хаджибея»(«Падіння Хаджибею»), Видавництво «Друк Південь».

## Пам'ять про Трусова
1. З 1994 року бібліотека № 33 за адресою м. Одеса, Французький бульвар, 22, має ім'я Юрія Трусова.
2. У 1991 році встановлено меморіальну дошку на будинку № 6 на вулиці Леонтовича у м. Одесі, де письменник прожив останні роки.